# Oxaea mourei
Oxaea mourei är en biart som beskrevs av Alfred Byrd Graf 1993. Oxaea mourei ingår i släktet Oxaea och familjen grävbin. Inga underarter finns listade i Catalogue of Life.